# Farley, Staffordshire
Farley är en by och en civil parish i Staffordshire Moorlands i Staffordshire i England. Orten har 151 invånare (2011). Byn nämndes i Domedagsboken (Domesday Book) år 1086, och kallades då Fernelege.